# Colloredo di Monte Albano
Colloredo di Monte Albano este o comună din provincia Udine, regiunea Friuli-Veneția Giulia, Italia, cu o populație de 2.175 locuitori (1 ianuarie 2023) și o suprafață de 21,75 km².

## Demografie
Colloredo di Monte Albano - evoluția demografică

|  | Graficele sunt indisponibile din cauza unor probleme tehnice. Mai multe informații se găsesc la Phabricator și la wiki-ul MediaWiki. |

Date: Recensăminte sau birourile de statistică - grafică realizată de Wikipedia

## Personalități născute aici
- Ermes di Colorêt (1622 - 1692), scriitor.